# Sylvie Desrosiers
Pour les articles homonymes, voir Desrosiers.
Sylvie Desrosiers, née le 28 août 1954 à Montréal (Québec), est une écrivaine et une journaliste québécoise. Elle est l'auteure de vingt romans pour La Courte Échelle. Elle a aussi contribué à la revue Croc en tant qu'auteure et collaboratrice et participé à l'organisation de plusieurs galas du festival Juste pour rire. 
Les 18 tomes de la série Notdog sont publiés à La Courte Échelle.

## Œuvres
- Qui a peur des fantômes ?, 1988  (ISBN 2-89021-073-1) (BNF 43420952)
- Mais qui va trouver le trésor ?, 1992
- Bonne nuit, bons rêves, pas de puces, pas de punaises, 1995
- Les princes ne sont pas tous charmants, 1995
- Le long silence, 1996
- Les enquêtes de l'agence Notdog, 1999  (ISBN 2890213900)
- Au revoir, Camille !, 2000  (ISBN 2890213994)
- Les extraterrestres sont-ils des voleurs ?, 2000  (ISBN 2890214109)
- Peut-on dessiner un souvenir ?, 2000  (ISBN 2890213617),  (ISBN 2890215105)
- Le concert de Thomas, 2000  (ISBN 2890214435)
- Quelqu'un a-t-il vu Notdog ?, 2001  (ISBN 2890214532)
- Les cahiers d'Élisabeth, 2001  (ISBN 2890215121)
- Faut-il croire à la magie ?, 2001  (ISBN 2890215091)
- La patte dans le sac, 2001  (ISBN 2890215075)
- Quatre jours de liberté, 2001  (ISBN 2890215113)
- Le mystère du lac Carré, 2001  (ISBN 2890215083)
- Ma mère est une extraterrestre, 2002  (ISBN 289021561X)
- Qui veut entrer dans la peau d'un chien ?, 2002  (ISBN 2890215768)
- Bébé et ses amis, 2002  (ISBN 2890215849)
- Le jeu de l'oie, 2003  (ISBN 2890215806)
- Je suis Thomas, 2003  (ISBN 2890216179)
- Voyage à Lointainville, 2004  (ISBN 2890216292)
- Aimez-vous la musique ?, 2004  (ISBN 2890217094)
- L'héritage de la pirate, 2005  (ISBN 2890217779)
- Retour à Lointainville, 2005  (ISBN 2890218341)
- L'audition de Thomas, 2006  (ISBN 2890218422)
- Les trois lieues, 2008  (ISBN 9782896510672)
- La tombe du chaman, 2009  (ISBN 9782896512676)
- L'ère glaciaire dans la glacière, 2010  (ISBN 9782896512980)

## Honneurs
- 1991 - Finaliste du Prix Alvine-Bélisle
- 1996 - Prix 12/17 Brive-Montréal
- 1996 - Finaliste du Prix du Gouverneur général : littérature jeunesse de langue française - texte[3]
- 1996 - Palmarès Communication-Jeunesse des livres préférés des jeunes
- 1997 - Médaille de la culture française
- 2000 - Prix international du livre Espace-Enfants
- 2008 - Prix du Gouverneur général : littérature jeunesse de langue française - texte[3]